# Katie Price
Katie Price (nascida Katrina Amy Alexandra Alexis Infield) (Brighton, 22 de Maio de 1978), anteriormente conhecida como Jordan, é uma modelo e personalidade da televisão inglesa.